# Odsherreds Kunstmuseum
Odsherreds Kunstmuseum er et kunstmuseum i Asnæs, Odsherred. 
Museet er en del af Museum Vestsjælland, og specialiserer sig i kunst af Odsherredsmalerne.
Museet blev etableret i 1994 på foranledning af kunstnere fra Huset i Asnæs og har hjemme i villaen "Hvide Hus", opført 1918.